# مانويل رودريغيز (هليني)
مانويل رودريغيز (بالإسبانية: Manuel Rodríguez Aponte)‏ (و. 1737 – 1815 م) هو هليني ‏، وكاتب، وأستاذ جامعي، وقسيس إسباني، ولد في أوروبيسا، إسبانيا، توفي في بولونيا، عن عمر يناهز 78 عاماً.